# 斎藤襄治

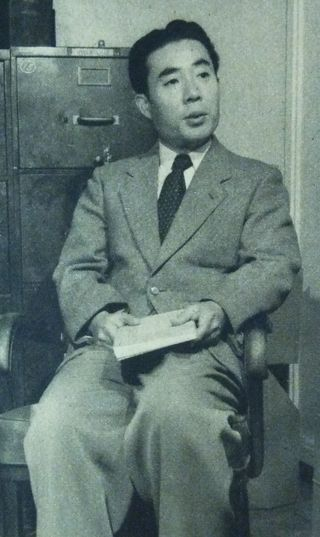
1955年

斎藤 襄治（さいとう じょうじ、1917年8月26日 - 2007年6月12日）は、日本のイギリス文学者、翻訳家、著作家。
東京高等商船学校助教授・茨城キリスト教大学教授・同学長・立正大学教授を歴任。

## 来歴
東京都生まれ。静岡県浜松市育ち。1943年京都帝国大学言語学科卒。東京高等商船学校助教授。
敗戦後、連合国軍総司令部（GHQ)民間情報教育局顧問。その後外務省勤務。日本の小説を英訳するなど文化の国際交流に尽くす。
1969年茨城キリスト教大学教授、1975年から1978年学長。1980年立正大学教授、1988年定年退任。ダートマス大学客員教授。

## 著書
- 『日本の心を英語で 理論と実践』（文化書房博文社） 1988
- 『日米文化のはざまに生きて 齋藤襄治論稿集』（海文堂出版） 2004

## 翻訳

### 日本語訳
- 『美しき白馬の夏』（サロイアン、創元社、世界少年少女文学全集） 1955
- 『わが名はアラム』（サロイヤン、東京創元社） 1955
- 『朝鮮美術図史』（エヴリン・マッキューン、美術出版社） 1963
- 『東海道の宿 水口屋ものがたり』（スタットラー、社会思想社、現代教養文庫） 1978.3

### 日本文学の英訳
- 『猫町』（萩原朔太郎） 1947
- 『夏の花』（原民喜） 1953
- 『前奏曲』（野上彰） 1956
- 『水月』（川端康成）
- 『白痴』（坂口安吾）